# 吉田和彦
吉田 和彦（よしだ　かずひこ、1954年2月10日- ）は、日本の言語学者。
京都産業大学客員教授。同ことばの科学研究センター長。日本学士院会員（第1部第１分科）。日本学術会議第24－25期会員（第1部人文・社会科学）。
印欧語比較言語学の分野において、古代アナトリアのヒッタイト帝国の言語であったヒッタイト語を中心に比較言語学的研究を進め、国際的に高く評価される多くの優れた業績を挙げた。その著書 The Hittite Mediopassive Endings in –ri は、印欧祖語の動詞体系の再建および分派諸言語の動詞体系の発展に関する重要な寄与として世界の学界で絶賛された。
また、Studies in Anatolian and Indo-European Historical Linguistics は、印欧諸語に関する英語論文からなる論文集で、ヒッタイト語などの印欧アナトリア諸語のみならず、ギリシア語、ラテン語、古教会スラブ語、古期アイルランド語、ゲルマン語、リトアニア語、サンスクリット語など、多くの印欧語を研究対象とし、印欧祖語の再建と諸言語の歴史的発展の解明に貢献をした。

## 来歴
大阪市出身。京都大学文学部、大学院文学研究科で学んだあと、コーネル大学に留学し、ジャザノフ教授の指導のもとでPh.D.を取得。1985年11月に京都大学文学部講師。助教授、教授を経て、京都大学名誉教授となる。

## 受賞
- 1986年：第10回新村出賞[7]

## 著作
- The Hittite Mediopassive Endings in -ri. Walter de Gruyter: Berlin. 1990年
- 『印欧アナトリア諸語概説』（大城光正と共著）大学書林、1990年
- 『言葉を復元する ── 比較言語学の世界』三省堂、1996年／ちくま学芸文庫、2024年
- Studies in Anatolian and Indo-European Historical Linguistics. Graduate School of Letters, Kyoto University、2004年
- 『比較言語学の視点 ── テキストの読解と分析』大修館書店、2005年
- East and West: Papers in Indo-European Studies (with Brent Vine). Bremen: Hempen Verlag、2009年
- Indic Across the Millennia: From the Rigveda to Modern Indo-Aryan. Proceedings of the Linguistics Sessions of the 14th World Sanskrit Conference, Kyoto, Japan, September 1-5, 2009 (with Jared Klein). Bremen: Hempen Verlag、2012年
- 『日本語大事典』（佐藤武義ほかと共編）朝倉書店、2014年
- 『新村出記念財団設立三十五周年記念論文集』（小林芳規、藤本幸夫と共編）臨川書店、2016年
- Vina Diem Celebrent: Studies in Linguistics and Philology in Honor of Brent Vine (with Dieter Gunkel, Stephanie Jamison and Angelo Mercado). Ann Arbor: Beech Stave Press、2018年